# Giuseppe Scagliosi
Giuseppe Scagliosi (Palermo, 25 aprile 1902 – Turini, 19 settembre 1944) è stato un partigiano italiano, medaglia d'oro al valor militare alla memoria.

## Biografia
Negli anni trenta si era trasferito a Cuneo, ma allo scoppio della seconda guerra mondiale, mentre era aiuto della Divisione di medicina di quell'Ospedale civile, era stato mobilitato e mandato, come capitano medico di complemento, sul Fronte occidentale. Dopo l'armistizio, il medico era tornato nella città piemontese, dove aveva preso a collaborare con un Centro della Resistenza che si occupava dello smistamento d'informazioni e del coordinamento delle staffette. Pochi mesi dopo il suo impegno divenne più diretto.
Lasciata Cuneo, Scagliosi si portò in Valle Stura per unirsi ai partigiani della Brigata GL "Carlo Rosselli", comandata da Nuto Revelli. Il medico prestò la sua preziosa assistenza ai combattenti della Brigata, sino a che non gli fu affidata la responsabilità sanitaria dell'intera 1ª Divisione Alpina "Giustizia e Libertà". A fine agosto del 1944, quando la "Rosselli" fu costretta a sconfinare in Francia, dopo furiosi combattimenti con i granatieri della 90ª Divisione corazzata germanica, Scagliosi, al seguito del Comando di Brigata, si portò nella Valle della Vésubie. Il medico si trovava in prossimità della Valle di Turini quando, durante un'azione, rimase gravemente ferito in uno scontro con i tedeschi. Era il 19 settembre del 1944. Col femore spezzato da una pallottola, il medico si rese subito conto che il suo trasporto avrebbe creato gravi problemi ai suoi compagni e avrebbe messo a repentaglio la loro vita. Rifiutò così ogni soccorso e rimase sul posto per proteggere il ripiegamento della pattuglia partigiana. Il cadavere di Scagliosi fu ritrovato nel dicembre successivo dai suoi compagni, là dove era stato colpito.